# Georg Simmel
Georg Simmel (Berlín, Alemania, 1 de marzo de 1858-Estrasburgo, Francia, 26 de septiembre de 1918), publicado en ocasiones como Jorge Simmel, fue un filósofo,  sociólogo y crítico alemán. En 1909, él y Ferdinand Tönnies, Max Weber y Werner Sombart fundaron la Sociedad Alemana de Sociología (DGS, Deutsche Gesellschaft für Soziologie).

## Datos biográficos
Georg Simmel nació el 1 de marzo de 1858 en Berlín, el menor de siete hermanos en una familia de comerciantes de Berlín. Su padre, Eduard Maria Simmel (1810-1874), que se convirtió del judaísmo al catolicismo, tenía su empresa "Chocolaterie Simmel" en Potsdam y era el proveedor de la corte del rey de Prusia y cofundador de la empresa de confitería "Felix & Sarotti", que se inauguró en Berlín en 1852. Su madre, Flora Bodstein (1818-1897), provenía de una familia de Breslau que se había convertido del judaísmo al protestantismo. Georg Simmel fue bautizado en la fe protestante y la educación que recibió de su madre fue principalmente cristiana. Cuando su padre murió en 1874, el cofundador de "Musik-Editions-Verlag Peters", Julius Friedländer (1827-1882), un amigo de la familia, fue nombrado su tutor. Más tarde adoptó a Georg y le dejó una fortuna que lo hizo económicamente independiente. Después de graduarse de la escuela secundaria en Berlín en 1876, estudió historia, psicología etnológica, filosofía, historia del arte e italiano antiguo como asignaturas menores en la Friedrich-Wilhelms-Universität Berlin. En 1881 recibió su doctorado con la tesis premiada sobre el concepto de materia de Kant "La naturaleza de la materia según la monadología física de Kant" de 1880 después de que una tesis originalmente pensada como disertación sobre etnología musical "Estudios psicológico-étnicos sobre los inicios de música" hubiera sido rechazada. En 1885 completó su habilitación con una tesis sobre "La teoría de Kant del espacio y el tiempo". Desde 1885 fue profesor de filosofía en la Universidad Friedrich Wilhelms de Berlín. Sus principales materias fueron lógica, filosofía de la historia, ética, psicología social y sociología. Fue un conferencista muy popular con una audiencia amplia y temática muy interesada.

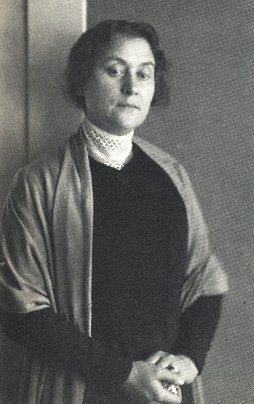
Jacob Hilsdorf - Gertrud Simmel

En 1890 contrae matrimonio con la profesora de dibujo, pintora y escritora Gertrud Kinel, quien a partir de 1900 también escribe libros filosóficos bajo el seudónimo de "Maria Louise Enckendorf". Su casa común en Charlottenburg-Westend se convirtió en un lugar de intercambio intelectual que frecuentaban Rainer Maria Rilke, Edmund Husserl, Reinhold y Sabine Lepsius, Heinrich Rickert, Marianne y Max Weber. Algunos de estos amigos influyentes trabajaron para conseguirle una cátedra a Simmel, lo que tanto el establecimiento académico alemán como el antisemitismo imperante intentaron evitar. No fue hasta 1900 que Simmel recibió un nombramiento para la Universidad de Berlín, pero solo para una cátedra extraordinaria no remunerada de filosofía. También se le negó el permiso para realizar exámenes. En 1908 no pudo aceptar una llamada a la Universidad de Heidelberg debido a un informe antisemita del historiador Dietrich Schäfer, a pesar de la defensa de Max Weber.

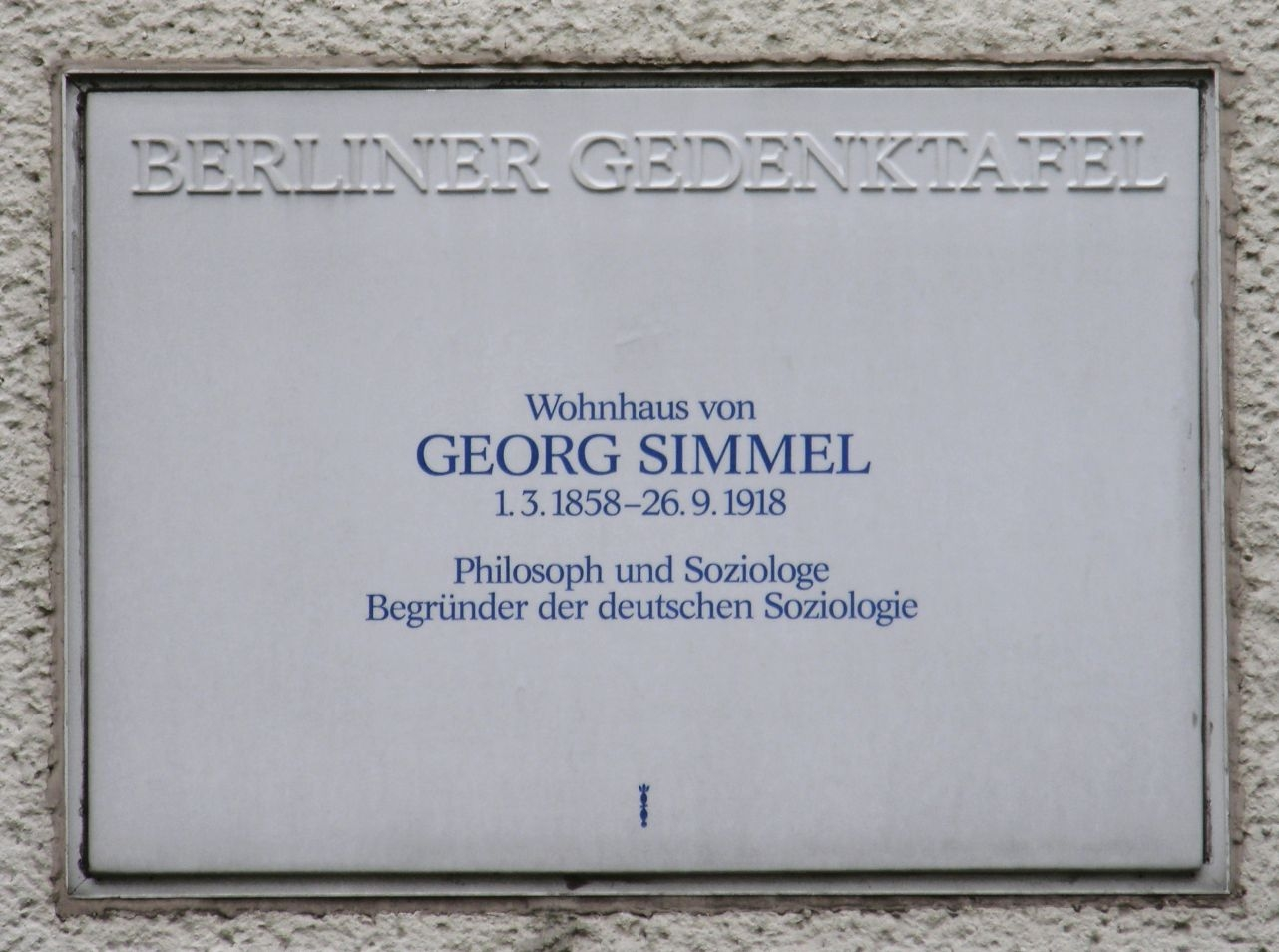
Placa conmemorativa de Berlín en la antigua casa de la familia Simmel, en Berlín-Westend.

Sus conferencias sobre problemas de lógica, ética, estética, sociología de la religión, psicología social y sociología fueron muy populares. Incluso se anunciaron en los periódicos y, a veces, se convirtieron en eventos sociales. La influencia de Simmel a través de sus actividades y redes fue mucho más allá de los temas que representaba académicamente; Kurt Tucholsky, Siegfried Kracauer o Ernst Bloch y Theodor W. Adorno, por nombrar solo algunos, lo valoraron mucho.
Simmel es uno de esos filósofos que parten de categorías ideales predeterminadas de conocimiento. Los avances en el sentido de diferenciación y complejidad crecientes se producen por el efecto de selección de la evolución, como resultado de lo cual el individuo también se desarrolla en procesos determinados histórica y socialmente. Sin embargo, una persona no puede captar la totalidad de la vida con solo pensar. En 1892 aparece su obra “Introducción a la ciencia de la ética”, y en 1894 en un ensayo programático “El problema de la sociología” define la sociología como la ciencia de los procesos y formas de interacción en las sociedades. En 1900, en una de sus obras principales, La Filosofía del dinero, Simmel desarrolló vívidamente la tesis de que el dinero tenía cada vez más influencia en la sociedad, la política y el individuo. La expansión de la economía monetaria había traído a la gente numerosos beneficios, como la superación del feudalismo y el desarrollo de las democracias modernas. Sin embargo, en la era moderna, el dinero se ha convertido cada vez más en un fin en sí mismo. Incluso la autoestima y las actitudes hacia la vida de las personas están determinadas por el dinero. Termina con la comprensión de que "el dinero se convierte en Dios" al convertirse en un fin absoluto como un medio absoluto. Simmel ilustra esto con un ejemplo conciso: los bancos ahora son más grandes y más poderosos que las iglesias. 
Se centró en los estudios microsociológicos, alejándose de las grandes macroteorías de la época. Daba gran importancia a la interacción social. "Todos somos fragmentos no sólo del hombre en general, sino de nosotros mismos." Su vida académica se caracterizó por su ubicación periférica en la universidad, ya que ocupó cargos docentes de poca relevancia y fue nombrado profesor titular solo unos meses antes de su muerte en 1918. No obstante ello, Simmel ocupó y ha ocupado un lugar central en el debate intelectual alemán desde 1890 hasta nuestros días. Sus ideas han sido capaces de sintetizar la tradición historicista de Dilthey y el kantismo de Heinrich Rickert.
Simmel formó parte de la primera generación de sociólogos alemanes: su enfoque neo-kantiano sentó las bases del antipositivismo sociológico, a través de su pregunta "¿Qué es la sociedad?" en una alusión directa a la pregunta de Kant "¿Qué es la naturaleza?",  y la presentación de análisis pioneros sobre la individualidad y fragmentación social. Para Simmel, la cultura se refería a "cultivo de los individuos a través de la acción de las formas externas que han sido objetivadas en el curso de la historia". Simmel analiza los fenómenos sociales y culturales en términos de "formas" y "contenido" con una relación transitoria; desde el contenido, y viceversa, en función del contexto. En este sentido, fue un precursor del estilo estructuralista de razonamiento en las ciencias sociales. Con sus trabajos sobre las metrópolis, Simmel se convirtió en precursor de la sociología urbana, el interaccionismo simbólico y análisis de redes sociales.
Conocedor de Max Weber, Simmel escribió sobre el tema de carácter personal de una manera que recuerda el "tipo ideal" sociológico. Rechazó ampliamente los estándares académicos, sin embargo, cubrió filosóficamente temas como la emoción y el amor romántico. Tanto Simmel y la teoría antipositivista de Weber conformarían a la teoría crítica de la Escuela de Fráncfort.
Paralelamente a Leopold von Wiese, Simmel fue cofundador de la sociología formal. La sociología formal tiene como objetivo relacionar los fenómenos de la sociedad en su conjunto con la menor cantidad posible de formas de interacción humana. Se concede menos importancia al contenido. Se ocupa en particular de las conexiones sociales y sus relaciones, por ejemplo, las jerarquías en diferentes estructuras sociales como la familia, el estado, etc. Con el ensayo Die Großstädte und das Geistesleben, (en español, 'Las metrópolis y la vida intelectual') publicado en 1903, Simmel se convirtió en el fundador de la sociología urbana. Su ensayo inicialmente no fue recibido de manera muy apreciada en Alemania, pero tuvo una influencia directa en la sociología en los Estados Unidos.
Durante este periodo, Georg Simmel entabló una historia de amor con la estudiante de Posen, Gertrud Kantorowicz (1876-1945). En 1907 nació en Bolonia Angelika (Angi), hija de Georg Simmel y de Gertrud Kantorowicz. Ambos acuerdan retener la paternidad real, y Simmel se niega a ver a la niña. Angelika creció con padres adoptivos y el secreto solo se reveló después de la muerte de Georg Simmel en 1918.
Como científico social, Simmel buscaba un nuevo camino. Estaba muy alejado de la teoría de un organicismo sociológico de Auguste Comte o Herbert Spencer, así como de la historiografía idiográfica de Leopold von Ranke.
No dejó un sistema filosófico o sociológico consistente, ni siquiera una escuela. Esto último por el hecho de que no recibió la convocatoria como catedrático en Estrasburgo hasta 1914, por lo que hasta ese momento no tenía permiso para supervisar él mismo doctorados o postdoctorados. Sólo Betty Heimann (1888–1926) y Gottfried Salomon (-Delatour) (1892–1964) todavía pudieron hacer su doctorado con él en 1916, y ya no pudo hacer uso del derecho a la habilitación. Con este fin, Simmel brindó muchas sugerencias e inspiración para las generaciones posteriores de investigadores. Publicó más de 15 obras importantes y 200 artículos en revistas y periódicos. Los libros individuales de Simmel fueron traducidos al italiano, ruso, polaco y francés durante su vida. En Alemania tuvo una influencia significativa en los jóvenes académicos, incluidos Georg Lukács, Martin Buber, Max Scheler, Karl Mannheim y Leopold von Wiese, así como algunos miembros posteriores de la Escuela de Fráncfort. Simmel era amigo del joven Ernst Bloch. También fue Bloch quien criticó el cambio de posición del difunto Simmel hacia el patriotismo durante la Primera Guerra Mundial. Como filósofo, a menudo se incluye a Simmel en la filosofía de la vida. Otros representantes destacados de esta tendencia fueron, por ejemplo, el francés Henri Bergson, cuyas obras fueron traducidas al alemán por sugerencia de Simmel, o el español José Ortega y Gasset. Simmel no publicó continuamente como sociólogo. Así que entre 1908 y 1917 no aparecieron grandes obras sociológicas, sino tratados sobre los principales problemas de la filosofía (1910), sobre Goethe (1913) y Rembrandt (1916).
Junto con Ferdinand Tönnies, Max Weber y Werner Sombart, fundó la Sociedad Alemana de Sociología (DGS) en 1909. Simmel también fue coeditor de la revista LOGOS, fundada en 1910. Revista internacional de filosofía de la cultura.
En 1911 recibió un doctorado honorario en ciencias políticas de la Universidad Albert Ludwig de Friburgo por sus servicios a la expansión del conocimiento de la economía y en reconocimiento a su trabajo como uno de los fundadores de la sociología. No fue hasta 1914 que se le otorgó una cátedra de filosofía en la Universidad Kaiser Wilhelm de Estrasburgo. Después de casi 10 años de abstinencia sobre temas sociológicos, aparece en 1917 la obra “Cuestiones fundamentales de sociología”. Su última publicación aborda nuevamente cuestiones fundamentales del pensamiento filosófico, las influencias sociales en el pensamiento y las acciones de las personas, también derivadas de sus propias vivencias en la obra “El conflicto de la cultura moderna”, que aparece en 1918. A la edad de 60 años, Simmel murió en Estrasburgo el 26 de septiembre de 1918 de cáncer de hígado.
Los trabajos más conocidos de la obra de Simmel son Los Problemas de la Filosofía de la Historia (1892), La Filosofía del Dinero (1907), La Metrópolis y Vida Mental (1903), Soziologie (1908, inc. El extraño, La Carga Social, Sociología de las los sentidos, la Sociología del espacio, y en las proyecciones espaciales de las formas sociales), y Cuestiones fundamentales de Sociología (1917). También escribió extensamente sobre la filosofía de Schopenhauer y Nietzsche, así como en el arte, especialmente su libro Rembrandt: Un ensayo en la filosofía del arte (1916).

## Bases de la teoría de Simmel

### Niveles de preocupación
Existen cuatro niveles básicos de preocupación en el trabajo de Simmel. Primero, sus supuestos sobre los mecanismos psicológicos de la vida social. Segundo, su interés en los mecanismos sociológicos de las relaciones interpersonales. Tercero, su trabajo  en sobre estructura y cambios en el Zeitgeist, el espíritu social y “cultural” de su tiempo. También adoptó el principio de aparición, la idea  de que los niveles más altos emergen de los niveles más bajos. Finalmente,  trató sobre sus puntos de vista sobre la naturaleza y el destino inevitable de la humanidad. Su trabajo más microscópico trató sobre las formas de interacción que tienen lugar entre diferentes tipos de personas. Las formas incluyen subordinación, superordinación, intercambio, conflicto y sociabilidad.

### Pensamiento dialéctico
Un enfoque dialéctico es multicausal, multidireccional, integra hechos y valores, rechaza la idea de que hay líneas divisorias duras entre los fenómenos sociales. Se centra en las relaciones sociales, no sólo en el presente, sino también en el pasado y el futuro. Está profundamente centrado en los conflictos y contradicciones. La sociología de Simmel se refiere a las relaciones, en especial a la interacción, por lo que fue conocido como un relacionista metodológico. Su principio es que todo interactúa de algún modo con todo lo demás. Simmel estuvo interesado principalmente en los dualismos, conflictos y contradicciones en cualquier ámbito del mundo social en que se desempeñó.

### Conciencia individual
Simmel se centró en las formas de asociación y prestó poca atención a la conciencia individual. Creía en la conciencia creativa, creencia que se puede encontrar en diversas formas de interacción, en la capacidad de los actores para crear estructuras sociales y en los efectos desastrosos que esas estructuras tenían en la creatividad de los individuos. Simmel también creía que las estructuras sociales y culturales llegaban a tener una vida propia.

### Sociabilidad
Para Simmel, las formas de asociación hacen que una mera suma de individuos separados se convierten en una sociedad, a la que describe como una unidad superior compuesta por individuos. Estaba especialmente fascinado, al parecer, por el impulso de la sociabilidad en el ser humano, que ha calificado de "asociaciones ... [a través de las cuales] la soledad de los individuos se resuelve en la unión, una unión con los demás".

### Geometría social
En una díada (es decir, un grupo de dos personas), una persona es capaz de retener su individualidad ya que no hay temor de que otra pueda cambiar el equilibrio del grupo. En contraste, las tríadas (es decir, grupos de tres personas) corren el riesgo de que un miembro se subordine a uno de los otros dos, amenazando así su individualidad. Además, si una tríada perdiera un miembro, se convertiría en una díada.
La naturaleza básica de este principio de díada-tríada forma la esencia de las estructuras que forman la sociedad. A medida que un grupo (estructura) aumenta de tamaño, se vuelve más aislado y segmentado, por lo que el individuo también se separa más de cada miembro. Con respecto a la noción de "tamaño del grupo", la opinión de Simmel era algo ambigua. Por un lado, creía que el individuo se beneficia más cuando un grupo se hace más grande, por lo que es más difícil ejercer control sobre el individuo. Por otro lado, con un grupo más grande existe la posibilidad de que el individuo se vuelva distante e impersonal. Por lo tanto, en un esfuerzo por hacer frente al grupo más grande, debe convertirse en parte de un grupo más pequeño como la familia.
El valor de algo está determinado por la distancia de su agente. En "El extraño", Simmel analiza cómo si una persona está demasiado cerca del agente, no se la considera un extraño. Sin embargo, si están demasiado lejos, ya no formarían parte de un grupo. La distancia particular de un grupo permite a una persona tener relaciones objetivas con diferentes miembros del grupo.
En un capítulo de su Sociología en el que Simmel se pregunta sobre los resultados del dominio de un gran número de individuos sobre otros individuos, capítulo en el que se verá conducido a diferenciar la acción de un gran número de individuos, una formación unitaria particular, que encarna en cierto modo una abstracción - colectividad económica, Estado, Iglesia […] y por otro lado, la de una multitud reunida puntualmente. Este extracto muestra que este carácter determinante de las formas sociales objetivadas (que incluye el matrimonio, el Estado, la Iglesia, etc.) no es del orden de la relación constante, sino que es aleatorio.

“La última razón de las contradicciones internas de esta configuración se puede formular de la siguiente manera: entre el individuo, con sus situaciones y sus necesidades por un lado, y todas las entidades supra o infraindividuales y las disposiciones internas o externas que la estructura colectiva trae consigo, por otro lado, no existe una relación constante, basada en un principio, sino una relación variable y aleatoria. […] Esta aleatoriedad no es una coincidencia, por así decirlo, sino la expresión lógica de la inconmensurabilidad entre estas situaciones específicamente individuales que aquí se cuestionan, con todo lo que requieren, y las instituciones y ambientes que gobiernan o sirven a la vida común."

## Influencia
Resulta notable observar la influencia de su pensamiento en la cultura científica y filosófica alemana del siglo XX. Figuras tan diferentes como Weber, Heidegger, Jaspers, Lukács, Bloch, Emil Cioran entre otros, fueron claramente influidos por su obra. Los teóricos de la Escuela de Fráncfort, Hans Freyer y Max Scheler son también sus herederos intelectuales. Kurt Heinrich Wolff, presidente del Comité de Investigación en Sociología del Conocimiento de la Asociación Internacional de Sociología, contribuyó a traducir a Simmel del alemán al inglés y difundir sus escritos en los Estados Unidos.

## Algunos de sus puntos de vista

### En la metrópolis
Uno de los ensayos más notables de Simmel es "La metrópolis y la vida mental" ("Die Großstädte und das Geistesleben") de 1903, que originalmente fue impartido como parte de una serie de conferencias sobre todos los aspectos de la vida de la ciudad por expertos en diversos campos, que iban de la ciencia y la religión al arte. La serie de conferencias se llevó a cabo junto con la exposición sobre las ciudades de Dresde de 1903. Originalmente se le pidió a Simmel que disertara sobre el papel de la vida intelectual (o académica) en la gran ciudad, pero invirtió el tema para analizar los efectos de la gran ciudad en la mente del individuo. Como resultado, cuando las conferencias se publicaron como ensayos en un libro, para llenar el vacío, el propio editor de la serie tuvo que proporcionar un ensayo sobre el tema original.
La metrópolis y la vida mental no fue particularmente bien recibida durante la vida de Simmel. Los organizadores de la exposición exageraron sus comentarios negativos sobre la vida en la ciudad, aunque Simmel también señaló transformaciones positivas. Durante la década de 1920, el ensayo influyó en el pensamiento de Robert E. Park y otros sociólogos estadounidenses de la Universidad de Chicago, que se conocieron colectivamente como la "Escuela de Chicago". Ganó una circulación más amplia en la década de 1950 cuando se tradujo al inglés y se publicó como parte de la colección editada de Kurt Wolff, The Sociology of Georg Simmel. Ahora aparece con regularidad en las listas de lectura de los cursos de estudios urbanos e historia de la arquitectura. Simmel no dice del todo que la gran ciudad tenga un efecto negativo general en la mente o en el yo, incluso cuando sugiere que sufre cambios permanentes. Quizás sea esta ambigüedad la que le dio al ensayo un lugar duradero en el discurso sobre la metrópoli.

"Los problemas más profundos de la vida moderna surgen del intento del individuo por mantener la independencia y la individualidad de su existencia frente a los poderes soberanos de la sociedad, frente al peso del patrimonio histórico, la cultura y la técnica de vida externas. El antagonismo representa la forma más moderna del conflicto que el hombre primitivo debió mantener con la naturaleza para su propia existencia corporal. El siglo XVIII puede haber pedido la liberación de todos los lazos que históricamente han surgido en la política, en la religión, en la moral y en la economía para permitir que la virtud natural originaria del hombre, que es igual en todos, se desarrollara sin inhibiciones. El siglo XIX puede haber buscado promover, además de la libertad del hombre, su individualidad (que está relacionada con la división del trabajo) y sus logros que lo hacen único e indispensable, pero que al mismo tiempo lo hacen mucho más dependiente de la actividad complementaria de otros. Nietzsche pudo haber visto la lucha incansable del individuo como el requisito previo para su pleno desarrollo, mientras que el socialismo encontró lo mismo en la supresión de toda competencia, pero en cada uno de ellos actuaba el mismo motivo fundamental, a saber, la resistencia del individuo a ser nivelado, engullido por el mecanismo socio-tecnológico."
   - Georg Simmel, La metrópolis y la vida mental (1903).

### La filosofía del dinero
En este libro, Simmel ve el dinero como un componente de la vida que nos ayuda a comprender la totalidad de la vida. Simmel creía que las personas creaban valor al hacer objetos, luego al separarse de esos objetos y luego tratar de superar esa distancia. Descubrió que las cosas que estaban demasiado cerca no se consideraban valiosas y las cosas que estaban demasiado lejos para que las personas las pudieran obtener tampoco se consideraban valiosas. En la determinación del valor se tiene en cuenta la escasez, el tiempo, el sacrificio y las dificultades que implica la obtención del objeto.
Para Simmel, la vida en la ciudad conduce a una división del trabajo y una mayor financiarización. A medida que aumentan las transacciones financieras, se hace hincapié en lo que puede hacer el individuo, en lugar de en quién es el individuo. Están en juego cuestiones financieras además de las emociones.
En el capítulo seis de La Filosofía del dinero, Simmel nos habla de tres formas sociales que, según él, se han vuelto fuertemente autónomas con la modernidad (incluso podríamos decir que, según él, la autonomía de estas tres formas es el pilar fundamental de la modernidad). Estas tres formas son las del derecho, es decir, la forma que adoptan en la Edad Moderna las formas de conducta normativa; dinero, la forma moderna de relaciones de intercambio; e intelectualidad, una forma moderna de relaciones basadas en la transmisión del conocimiento. Simmel nos dirá que estas tres formas, al empoderar a los individuos, para que se conviertan en un elemento de la cultura objetiva, obtendrán el poder de determinar formas de interacción.

“Las tres, ley, intelectualidad y dinero, se caracterizan por la indiferencia hacia la particularidad individual; las tres extraen, de la totalidad concreta de los movimientos vitales, un factor abstracto, general, que se desarrolla según normas específicas y autónomas, e interviene de ellas en el haz de los intereses existenciales, imponiéndoles su propia determinación. Al tener así el poder de prescribir formas y direcciones a contenidos que por naturaleza les son indiferentes, las tres introducen inevitablemente en la totalidad de la vida las contradicciones que aquí nos ocupan. Cuando la igualdad se apodera de los fundamentos formales de las relaciones humanas, se convierte en el medio más agudo y fructífero de expresar las desigualdades individuales; respetando los límites de la igualdad formal, el egoísmo ha tomado a su lado de los obstáculos internos y externos y ahora posee, con la validez universal de estas determinaciones, un arma que, al servicio de todos, también sirve contra todos."

En Simmel, el valor de un producto se basa inicialmente en la apreciación subjetiva. Con la creciente complejidad de la sociedad, el intercambio adquiere el estatus de hecho social. Para facilitar el intercambio es necesario el dinero. El valor de las cosas se refleja en dinero. En él, el mundo de los valores y el de las cosas concretas chocan: “El dinero es la araña que teje la red social”. Es tanto un símbolo como la causa de una comparativa o relativización de todas las cosas y una externalización. Como todo se puede cambiar por todo porque recibe una medida de valor idéntica, se produce un ajuste (nivelación) al mismo tiempo, que ya no genera diferencias cualitativas. La victoria del dinero es de cantidad sobre calidad, de medios sobre fin. Solo lo que tiene un valor monetario es valioso. Esto es un retroceso, porque al final el dinero dicta nuestras necesidades y nos controla en lugar de aliviarnos y simplificar nuestras vidas. Cuando el dinero, con su falta de color e indiferencia, se convierte en el denominador general de todos los valores, socava el núcleo de las cosas, su incomparabilidad. Al final, el individuo moderno se enfrenta al dilema de que la objetivación de la vida lo ha liberado de viejos lazos, pero que no sabe cómo disfrutar de la libertad recién ganada.
De manera análoga a las religiones anteriores, que han dado seguridad, sentido a la vida y promesas para el futuro, la economía monetaria en los tiempos modernos puede describirse como una nueva religión que afecta todas las relaciones sociales e individuales y también domina las emociones humanas.

### El extraño
El concepto de distancia de Simmel entra en juego cuando identifica a un extraño como una persona que está lejos y cerca al mismo tiempo.

"El extraño está cerca de nosotros, en la medida en que sentimos entre él y nosotros rasgos comunes de carácter nacional, social, ocupacional o generalmente humano. Pero está lejos de nosotros, en la medida en que estos rasgos comunes se extienden más allá de él o de nosotros, y nos conectan sólo porque conectan a muchas personas." Georg Simmel, El extraño (1908)

Un extraño está lo suficientemente lejos como para ser desconocido, pero lo suficientemente cerca como para llegar a conocerlo. En una sociedad debe haber extraños. Si se conoce a todo el mundo, no hay ninguna persona que pueda aportar algo nuevo a todo el mundo.
El extraño tiene una cierta objetividad que lo convierte en un miembro valioso para el individuo y la sociedad. La gente abandona sus inhibiciones a su alrededor y confiesa abiertamente sin ningún miedo. Esto se debe a que existe la creencia de que el extraño no está relacionado con nadie significativo y, por lo tanto, no representa una amenaza para la vida del agente. 
De manera más general, Simmel observa que debido a su posición peculiar en el grupo, los extraños a menudo realizan tareas especiales que los otros miembros del grupo son incapaces o no están dispuestos a realizar. Por ejemplo, especialmente en las sociedades premodernas, la mayoría de los extraños se ganaban la vida con el comercio, que a menudo era visto como una actividad desagradable por los miembros "nativos" de esas sociedades. En algunas sociedades, también fueron empleados como árbitros y jueces, porque se esperaba que trataran a las facciones rivales en la sociedad con una actitud imparcial.

"La objetividad también se puede definir como libertad: el individuo objetivo no está sujeto a compromisos que puedan perjudicar su percepción, comprensión y evaluación de lo dado." Georg Simmel, "El extraño" (1908)

Por un lado, la opinión del extraño realmente no importa debido a su falta de conexión con la sociedad, pero por otro lado, la opinión del extraño sí importa, debido a su falta de conexión con la sociedad. Posee una cierta objetividad que le permite ser imparcial y decidir libremente y sin miedo. Simplemente es capaz de ver, pensar y decidir sin ser influenciado por la opinión de los demás.

### Sobre el secreto
Según Simmel, en grupos pequeños, los secretos son menos necesarios porque todos parecen ser más similares. En grupos más grandes, los secretos son necesarios como resultado de su heterogeneidad. En las sociedades secretas, los grupos se mantienen unidos por la necesidad de mantener el secreto, una condición que también genera tensión porque la sociedad se basa en su sentido de secreto y exclusión. Para Simmel, el secreto existe incluso en relaciones tan íntimas como el matrimonio. Al revelar todo, el matrimonio se vuelve aburrido y pierde toda emoción. Simmel vio un hilo general en la importancia de los secretos y el uso estratégico de la ignorancia: para ser seres sociales capaces de afrontar con éxito su entorno social, las personas necesitan dominios secretos claramente definidos. Además, compartir un secreto común produce un fuerte "sentimiento" común. El mundo moderno depende de la honestidad y, por lo tanto, una mentira puede considerarse más devastadora que nunca. El dinero permite un nivel de secreto nunca antes alcanzado, porque el dinero permite transacciones "invisibles", debido al hecho de que el dinero es ahora una parte integral de los valores y creencias humanos y es posible comprar el silencio.

### Sobre el coqueteo
En su ensayo de múltiples capas, "Mujeres, sexualidad y amor", publicado en 1923, Simmel analiza el coqueteo como un tipo generalizado de interacción social. Según Simmel, "definir el coqueteo como simplemente una 'pasión por complacer' es confundir los medios para un fin con el deseo de este fin". El carácter distintivo del coqueteo reside en el hecho de que despierta el deleite y el deseo mediante una antítesis y síntesis únicas: a través de la alternancia de acomodación y negación. En el comportamiento del coqueteo, el hombre siente la proximidad e interpenetración de la capacidad e incapacidad de adquirir algo. Este es, en esencia, el "precio". Una mirada de reojo con la cabeza medio vuelta es característica del coqueteo en su forma más banal.

### Sobre la moda
A los ojos de Simmel, la moda es una forma de relación social que permite a quienes desean ajustarse a las demandas de un grupo hacerlo. También permite que algunos sean individualistas desviándose de la norma. Hay muchos roles sociales en la moda y tanto la cultura objetiva como la cultura individual pueden influir en las personas. En la etapa inicial todo el mundo adopta lo que está de moda y aquellos que se desvían de la moda adoptan inevitablemente una visión completamente nueva de lo que consideran moda. Ritzer escribió al respecto:

"Simmel argumentó que seguir lo que está de moda no solo implica dualidades, sino también el esfuerzo de algunas personas por estar a la moda. La gente pasada de moda ve a los que siguen una moda como imitadores y ellos mismos como inconformistas, pero Simmel argumentó que estos últimos simplemente están participando en una forma inversa de imitación." George Ritzer, "Georg Simmel", Teoría sociológica moderna (2008)

Esto significa que aquellos que intentan ser diferentes o "únicos" no lo son, porque al tratar de ser diferentes se convierten en parte de un nuevo grupo que se ha etiquetado a sí mismos como diferentes o "únicos".

## Obras
- Psychologische und ethnologische Studien über Musik, 1882
- Über sociale Differenziesung, Leipzig: Duncker & Humblot, 1890
- Einleitung in die Moralwissenschaft, 2 vols, Berlín: Hertz, 1892–3
- Die Probleme der Geschichtphilosophie, Leipzig: Duncker & Humblot, 1892, 2nd edn 1905
- Philosophie des Geldes, Leipzig: Duncker & Humblot, 1900, 2nd edn 1907
- Die Grosstädte und das Geistesleben, Dresde: Petermann, 1903
- Kant, Leipzig: Duncker & Humblot, 1904, 6th edn 1924
- Philosophie der Mode, Berlín: Pan-Verlag, 1905
- Kant und Goethe, Berlín: Marquardt, 1906
- Die Religion, Frankfurt am Main: Rütten & Loening, 1906, 2nd edn 1912
- Schopenhauer und Nietzsche, Leipzig: Duncker & Humblot, 1907
- Vom Wesen der Kultur, en: Österreichische Rundschau (Viena), año 15, cuaderno 1 de 1 de abril de 1908, pág.36-42
- Soziologie, Leipzig: Duncker & Humblot, 1908
- Hauptprobleme der Philosophie, Leipzig: Göschen, 1910
- Philosophische Kultur, Leipzig: Kröner, 1911, 2nd edn 1919
- Goethe, Leipzig: Klinkhardt, 1913
- Rembrandt, Leipzig: Wolff, 1916
- Grundfragen der Soziologie, Berlín: Göschen, 1917
- Lebensanschauung, Múnich: Duncker & Humblot, 1918
- Zur Philosophie der Kunst, Potsdam: Kiepenheur, 1922
- Fragmente und Aufsäze aus dem Nachlass, ed G Kantorowicz, Múnich: Drei Masken Verlag, 1923
- Brücke und Tür, ed M Landmann & M Susman, Stuttgart: Koehler, 1957
- Rom, Ein ästhetische Analyse publicado en: Die Zeit, Wiener Wochenschrift für Politik, Vollwirtschaft Wissenschaft und Kunst, el 28 de mayo de 1898
- Florenz publicado en: Der Tag, 2 de marzo de 1906
- Venedig publicado en: Der Kunstwart, Halbmonatsschau über Dichtung, Theater, Musik, bildende und angewandte Kunst. en junio de 1907

### Traducciones al español
- Cuestiones fundamentales de sociología. Gedisa, 2009
- Cultura líquida y dinero. Anthropos, 2010
- De la esencia de la cultura. Prometeo, 2008
- El conflicto: sociología del antagonismo. Sequitur, 2010
- El pobre. Sequitur, 2014
- El problema religioso. Prometeo Libros, 2005
- El secreto y las sociedades secretas. Sequitur, 2015
- Estudios psicológicos y etnológicos sobre música. Gorla, 2003
- Filosofía de la moda. Casimiro Libros, 2014
- La filosofía del dinero. Capitán Swing, 2013
- Filosofía del paisaje. Casimiro Libros, 2013
- Goethe. Prometeo Libros, 2005
- Imágenes momentáneas. Gedisa, 2009
- Intuición de la vida. Prometeo Libros, 2014
- La religión. Gedisa, 2013
- Pedagogía escolar. Gedisa, 2009
- Rembrandt: ensayo de filosofía del arte. Prometeo Libros, 2006
- Roma, Florencia, Venecia. Gedisa, 2009
- Schopenhauer y Nietzsche Prometeo Libros, 2006
- Sociología: estudios sobre las formas de socialización. Fondo de Cultura Económica (México), 2015
- Filosofía de la coquetería. Edición conjunta con 40 tipos de mujer, de Cristóbal de Castro, y Normas para actuar en la vida social y mundana, de Victoriano García Martí. Manuales de Educación y de Cultura. Biblioteca "Para Ellas y Para Ellos". Ciudad de México.